# Крайній захисник

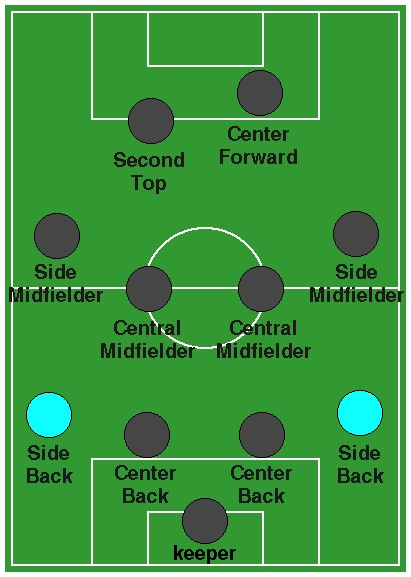
Крайні захисники у схемі 4-4-2

Крайній захисник (також латераль або фулбек) — гравець лінії оборони, що виступає по краю поля, вздовж бокової сторони (праві та ліві крайні захисники), протидіє крайньому нападнику суперника. У деяких випадках закриває всю брівку.
Крайній захисник у футболі може брати на себе одночасно кілька завдань. По-перше, як захисник він боронить свій фланг від півзахисників і нападників суперника. По-друге, в нього набагато більше свободи, ніж у центральних захисників. Завдяки своїй позиції він може час від часу брати участь в атаках власної команди, робити забігання вперед. У такому разі від нього потрібна хороша швидкість і витривалість, щоб підтримувати високий рівень гри впродовж усього матчу.
Через свої атакуючі устремління деякі латералі / фулбеки гірше справляються з безпосередніми обов'язками. В такому випадку партнери можуть їх підстраховувати. Деякі тактичні схеми припускають, що крайній захисник повинен діяти по всій брівці.
Один із найкращих гравців в історії футболу у цьому амплуа — Роберто Карлос.